# 手島精一
手島 精一（てじま せいいち、1850年1月11日（嘉永2年11月28日） - 1918年（大正7年）1月23日）は、明治時代の日本の教育者、文部官僚。
東京教育博物館（国立科学博物館の前身）および東京図書館（国立国会図書館の前身の一つ）主幹、共立女子職業学校（共立女子中学校・高等学校の前身）、東京職工学校、東京工業学校、東京高等工業学校（いずれも東京工業大学の前身）校長を歴任した。また、1908年早稲田大学理工科商議員となり、同じく創設メンバーの阪田貞一、牧野啓吾とともに早稲田大学理工科の創設にも尽力した。

## 概要

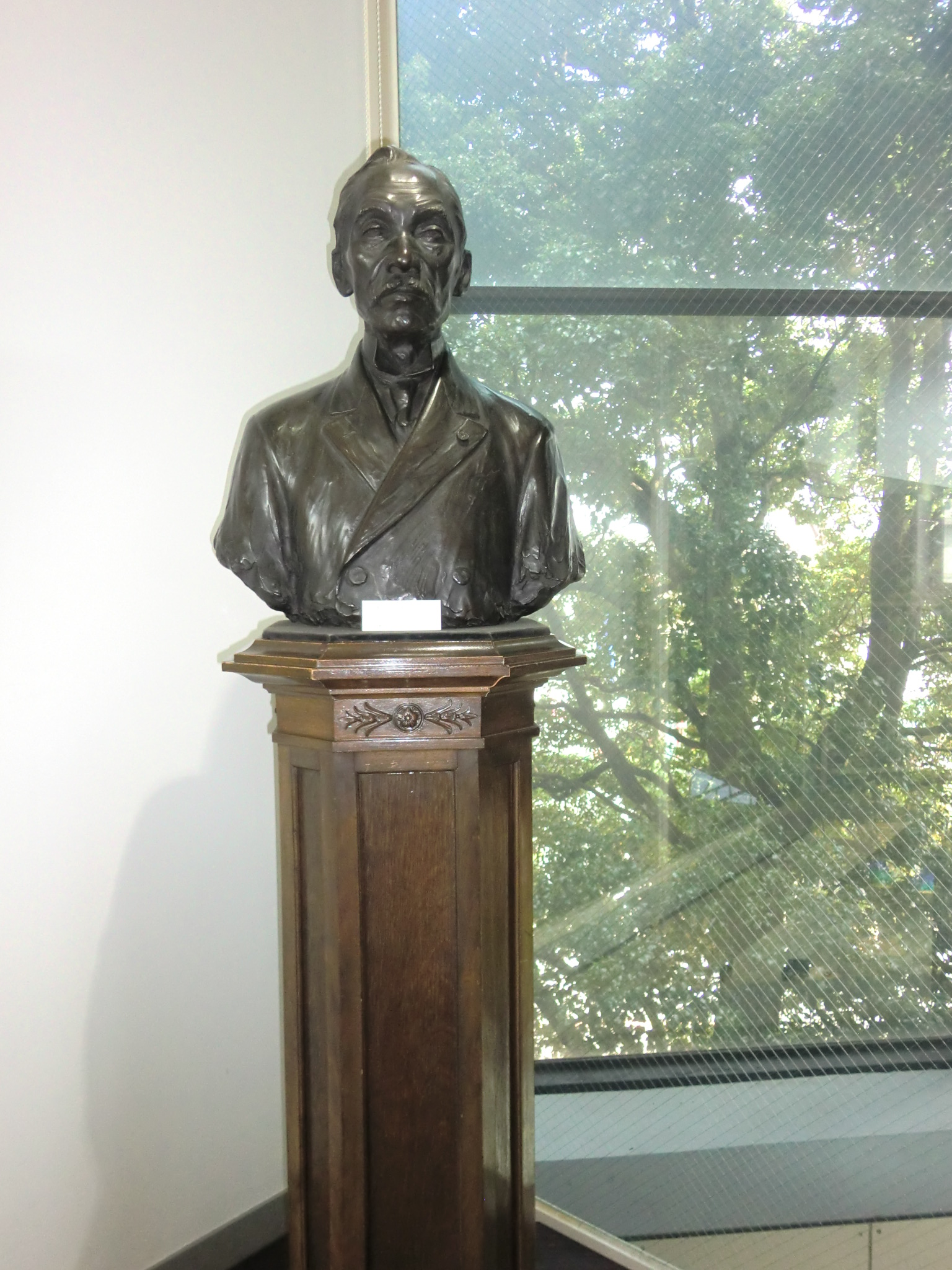
東京工業大学博物館にある手島精一像（作：田嶼碩朗）

沼津藩（静岡県）藩士・田辺四友の次男として江戸藩邸で生まれる。12歳で同藩士・手島惟敏の養子となる。藩校明親館で洋学を学び、明治3年（1870年）に藩から学費を借りて渡米。建築学および物理学を学ぶつもりだったが、廃藩置県で送金がなくなり、岩倉遣外使節団の訪米時の通訳を務め、さらにイギリスに随行。明治7年（1874年）末に帰国。翌年東京開成学校（東大の前身）監事に就任。1876年（明治9年）製作学教場事務取締を兼勤、翌年、教育博物館長補となる。
フィラデルフィアおよびパリ万国博覧会を視察し、工業教育の重要性を認識し、九鬼隆一、浜尾新らとともに、1881年（明治14年）東京職工学校（現・東京工業大学）を設立。
明治14年（1881年）東京教育博物館長に就任。民衆の啓蒙教育に貢献。明治19年（1876年）に「実業教育論」を発表、井上毅の文部大臣時代（明治26年（1893年） - 明治27年（1894年））の実業教育法制に理論的根拠を与えた。
また、東京職工学校（明治23年（1890年）に東京工業学校、明治34年（1901年）に東京高等工業学校と改称、現東京工業大学）の創設（1881年）にも尽力し、明治23年（1890年）に同校校長に就任。
明治30年（1897年）文部省の普通学務局長、明治31年（1898年）同実業学務局長を務めた以外は、大正5年（1916年）9月22日にその職を辞するまで東京高等工業学校長として日本における工業教育の発展に貢献した。また校長退職と同時に、東京高等工業学校名誉教授の称号を授けられた。1916年（大正5年）には、政界、財界、教育界等の諸名士が発起人となって「財団法人手島工業教育資金団」が設立され、90年あまりの間、学生への奨学金、若手研究者への研究助成の事業を行った。

## 栄典
位階
- 1881年（明治14年）9月24日 - 正七位
- 1885年（明治18年）9月16日 - 従六位[4]
- 1891年（明治24年）12月21日 - 正六位[5]
- 1894年（明治27年）7月20日 - 従五位[6]
- 1897年（明治30年）8月20日 - 正五位[7]
- 1898年（明治31年）12月10日 - 従四位[8]
- 1904年（明治37年）3月11日 - 正四位
- 1916年（大正5年）9月30日 - 正三位[9]

勲章等
- 1889年（明治22年）11月29日 - 大日本帝国憲法発布記念章[10]
- 1890年（明治23年）11月1日 - 藍綬褒章[11]
- 1892年（明治25年）12月29日 - 勲六等瑞宝章
- 1895年（明治28年）12月10日 - 勲五等双光旭日章[12]
- 1898年（明治31年）6月28日 - 勲四等瑞宝章[13]
- 1902年（明治35年）12月27日 - 勲三等瑞宝章[14]
- 1903年（明治36年）12月14日 - 旭日中綬章[15]
- 1910年（明治43年）12月26日 - 勲二等瑞宝章[16]
- 1916年（大正5年）9月13日 - 勲一等瑞宝章[17]

外国勲章佩用允許
- 1915年（大正4年）11月9日 - 二等嘉禾章（中華民国）

## 著作
- 『青年自助論』 大学館、1914年10月
  - 『青年自助論』 日本図書センター〈近代日本青年期教育叢書〉、1990年10月、ISBN 4820553941
- 『手島精一先生遺稿』 大日本工業学会編、大日本工業学会、1940年5月

## 関連文献
- 『工業生活』第2巻第1号（手嶋校長退任記念号）、大日本工業学会、1916年11月
- 『蔵前工業会誌』第155号、蔵前工業会、1916年11月
- 『向上』第12巻第3号（顧問手島精一先生追悼号）、修養団、1918年3月
- 手島工業教育資金団編 『手島精一先生伝』 手島工業教育資金団、1929年8月
- 安達竜作著 『手島精一伝 : 工業教育の慈父』 化学工業技術同友会、1962年7月 ／ 手島工業教育資金団、1981年11月
- 東京工業大学編 『東京工業大学百年史』 東京工業大学、1985年5月
- 中野実 「手島精一教育関係史料について」（『かわら版』第15号、近代日本教育史料研究会、1987年11月）、同 「手島精一教育関係史料について（二）」（同誌第35号、1989年7月）、同 「手島精一教育関係史料について（三）」（同誌第36号、1989年9月）、同 「手島精一教育関係史料について（四）」（同誌第38号、1989年11月）、同 「手島精一教育関係史料について（五）」（同誌第39号、1989年12月）
  - 中野実研究会編 『反大学論と大学史研究 : 中野実の足跡』 東信堂、2005年5月、ISBN 4887136153
- 三好信浩著 『手島精一と日本工業教育発達史』 風間書房、1999年2月、ISBN 4759911235
- 道家達將 「東工大はじめ我国の工業教育の基礎を築いた手島精一」（『News』03,04、東京工業大学百年記念館、2008年9月）
- 杉山正司 「手島精一」（青木豊、矢島國雄編 『博物館学人物史 上』 雄山閣、2010年7月、ISBN 4639021194）
- 三好信浩著 『手島精一 : 渋沢栄一が敬愛した日本の名校長』 青簡舎、2022年2月、ISBN 9784909181374